# Lilli Suburg
Caroline "Lilli" Suburg, född 1 augusti 1841 (n.s.) på Rõusa herrgård nära Vändra i det ryska guvernementet Livland, död 8 februari 1923 i Valga, var en estnisk journalist, författare och feminist. Hon grundade en privat flickskola för estniska flickor i Pärnu 1882 och flyttade skolan till Viljandi 1885. Åren 1887–1894 grundade och drev hon Estlands första veckotidning för kvinnor, Linda. Efter att ha tvingats sälja tidningen flyttade Suburg till den lettiska delen av guvernementet Livland och verkade som skolledare där fram till 1907.